# Blitz Quotidiano
Blitz Quotidiano è un giornale online italiano fondato il 3 marzo 2009 da Marco Benedetto e diretto da Alberto Francavilla e poi da Alessandro Avico.

## Descrizione
Il quotidiano è fondato il 3 marzo 2009 da Marco Benedetto (ex amministratore delegato del Gruppo Editoriale L'Espresso e di Editrice La Stampa), il quale ne affida la direzione prima ad Alberto Francavilla e poi ad Alessandro Avico.
Blitz Quotidiano pubblica notizie e aggiornamenti sui principali avvenimenti, oltre che altri servizi minori, come un oroscopo giornaliero curato dall'astrologa Caterina Galloni. Tra i suoi collaboratori vi è il giornalista Mino Fuccillo.
Nel dicembre 2016 Blitz Quotidiano (tramite un editoriale del suo fondatore Marco Benedetto) ha invitato i suoi lettori a votare sì al referendum costituzionale del 2016.
Secondo la classifica dell'informazione online Audiweb (pubblicata dalla rivista Prima Comunicazione), il sito blitzquotidiano.it ha quasi 190.000 visitatori al giorno.